# Cittareale
Cittareale è un comune italiano di 382 abitanti della provincia di Rieti nel Lazio. Fino al 1927 faceva parte della provincia dell'Aquila, in Abruzzo e, dal 1233 al 1861, per oltre 600 anni, è stato parte integrante del giustizierato d'Abruzzo e della provincia Abruzzo Ultra II, nel distretto di Cittaducale, con capoluogo L'Aquila.

## Geografia fisica

### Territorio

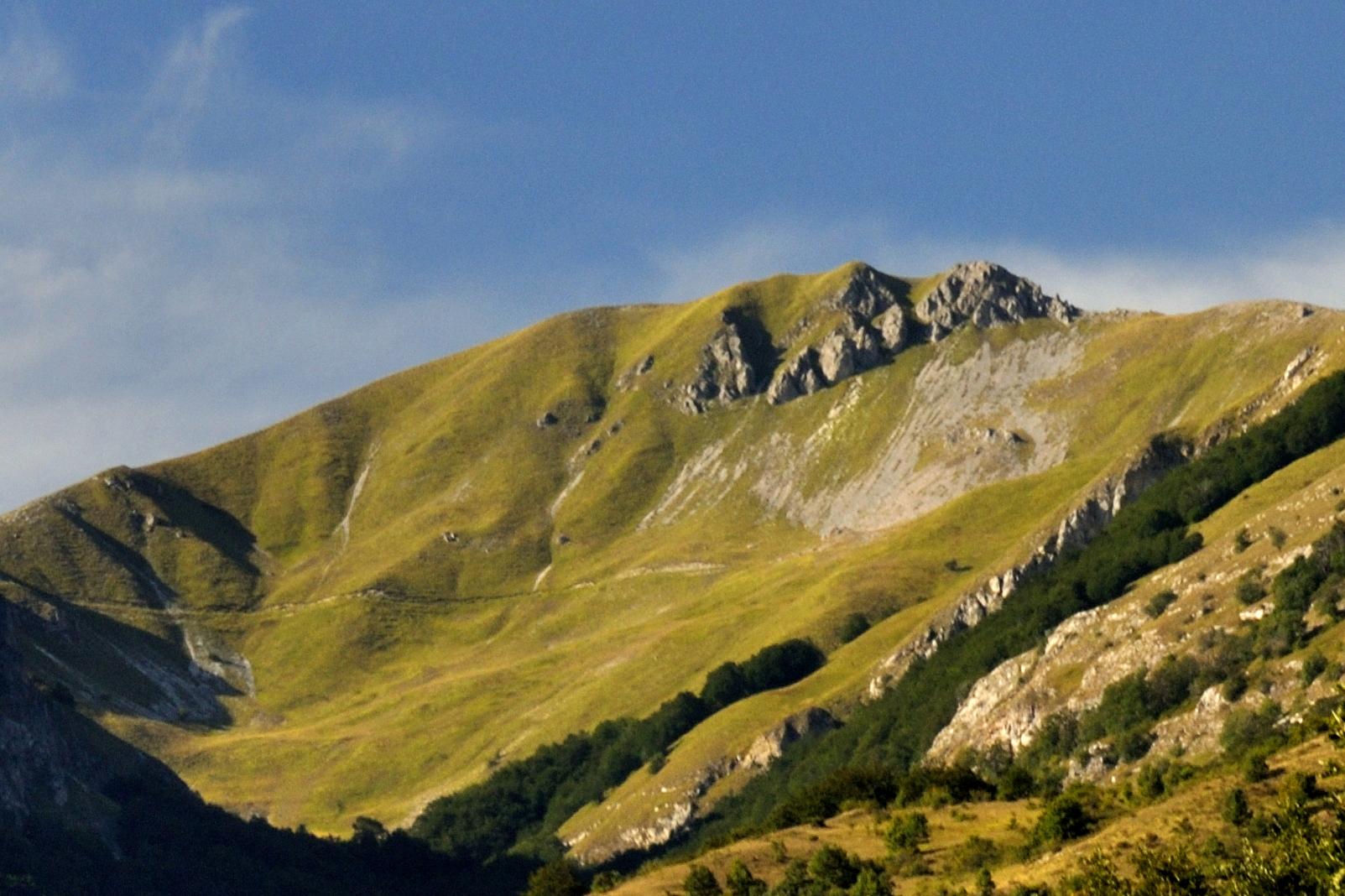
Monte Pozzoni

Il suo territorio comunale confina con due regioni: Umbria a nord e Abruzzo a sud e condivide con Picinisco, San Vittore del Lazio, Acquapendente e con il confinante comune di Accumoli la particolarità di essere uno dei cinque comuni laziali il cui territorio comunale confina con più regioni diverse da quelle di appartenenza. Nel territorio comune ricadono il Monte Pozzoni (1.903 m s.l.m.), dalle cui pendici nasce il Velino, il Monte Rota, con elevazione 1.528,3 m, il Colle Capoduro, alto 1.598,3 m, il Monte Caciaro (1.657,7 m), il Forca di Fao (1.662,6 m), il Monte Arcioni (1.754,8 m), il Monte la Speluca (1.800,8 m).

### Clima
Classificazione climatica: zona F, 3061 GR/G

## Storia

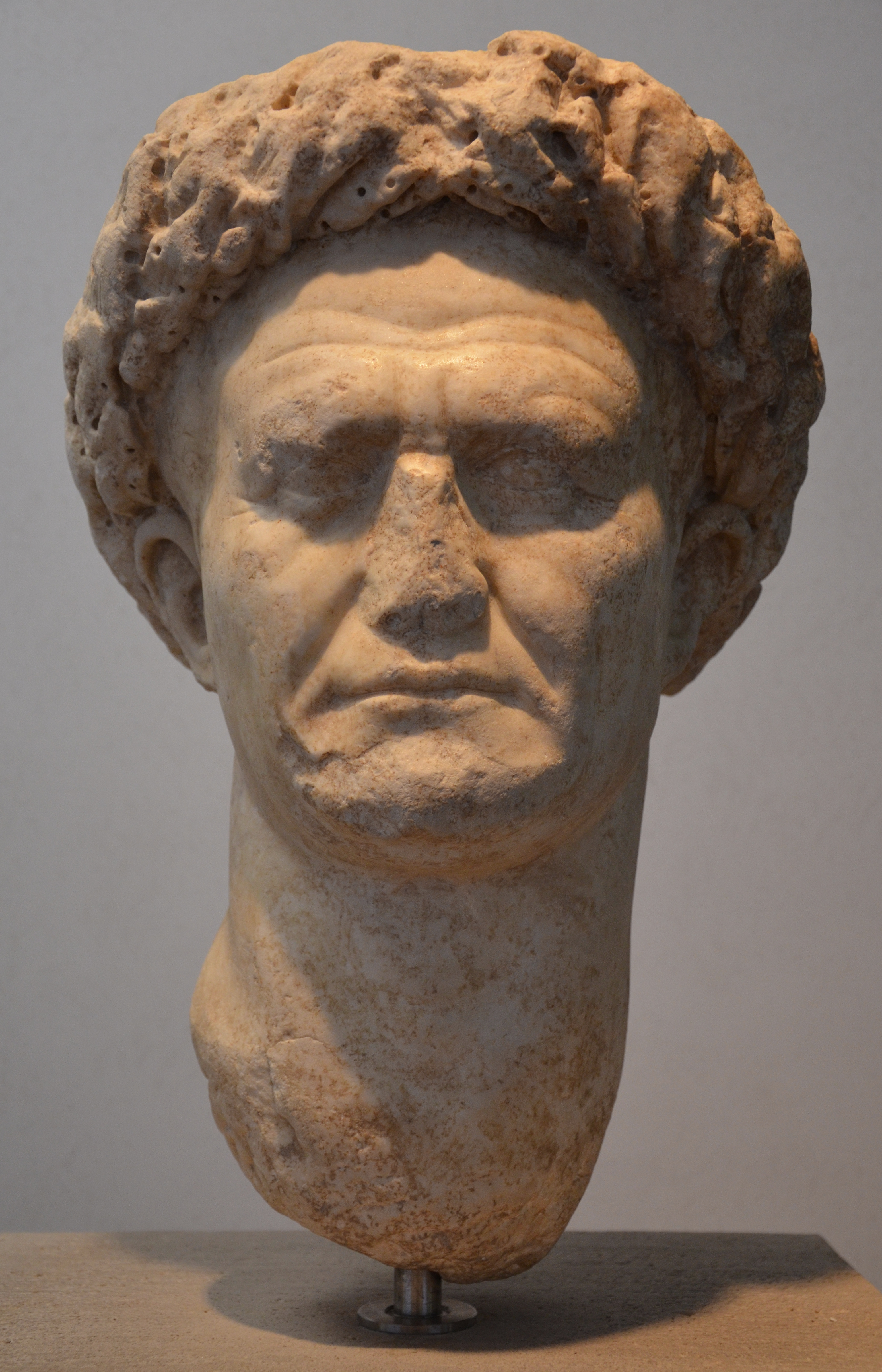
Busto di Vespasiano (Palazzo Massimo alle Terme, Roma)

Il Comune di Cittareale sorge nella Valle Falacrina; presso l'antico Vicus Phalacrinae, villaggio in cui nell'anno 9 d.C. nacque Tito Flavio Vespasiano, imperatore romano e padre di due figli anch'essi imperatori, Tito e Domiziano.
Gran parte della critica storica ha fatto risalire la fondazione di Cittareale a Manfredi il quale, nel 1261, costruì il borgo sulle rovine di un antico centro chiamato Apolline, distrutto dai Saraceni: il nome di Cittareale sarebbe stato poi attribuito al castello da Carlo I d'Angiò nel 1268, che vi costruì anche una rocca difensiva con lo scopo di controllare le vie commerciali di collegamento tra il Regno di Sicilia e lo Stato Pontificio.
La recente storiografia diversamente data la fondazione di Civitas Regalis al 1329 per opera di Roberto d'Angiò che in quell'anno concesse speciali vantaggi e immunità, affinché fondata alle porte del Regno per resistere agli urti nemici, essa sia veramente un borgo franco a cui possano accorrere gli abitanti dei dintorni, e il nuovo insediamento venne abitato dalle popolazioni della terra Camponesca e delle valli di Falacrine e di Radeto. Contesa durante il XV secolo tra le confinanti Norcia, Amatrice e L'Aquila per i suoi ricchi pascoli e per il controllo dei transiti, passò per un breve periodo alle dipendenze di quest'ultima, per entrare successivamente a far parte degli Stati mediceo farnesiani.

### Simboli
Lo stemma e il gonfalone sono stati concessi con decreto del presidente della Repubblica del 10 luglio 2000.
Il gonfalone è un drappo di rosso.

## Monumenti e luoghi d'interesse

### Architetture religiose
La chiesa di san Pietro, nella frazione di Vetozza, è costruita su un tempio di epoca romana dedicato alla dea Vacuna. In epoca medievale, la chiesa ospitò una comunità monastica alle dipendenze della potente Abbazia di Farfa. Ricostruita nel XV secolo, vi si conserva un trittico datato 1596.
Il Comune di Cittareale è il luogo dove sono presenti le sorgenti del Velino, alle pendici delle quali si erge il Santuario della Madonna di Capodacqua, in prossimità del luogo in cui la Madonna apparve a una contadina della zona.

### Architetture militari
Capolavoro di architettura militare è la Rocca di Cittareale. La Rocca era adibita a funzioni meramente militari di difesa del territorio, vista la sua posizione strategica al confine tra il Regno delle Due Sicilie e lo Stato Pontificio. Nel corso dei secoli sono stati numerosi gli interventi operati sulla fortezza, dovuti alle "innovazioni" militari (vedi l'introduzione della polvere da sparo) e ai numerosi attacchi distruttori subiti. La Rocca, nella particolare forma e nell'ampia estensione con cui si presenta oggi al pubblico, è quella ricostruita dagli aragonesi nel 1479. Abbandonata per anni, è stata restaurata e resa in parte visitabile.

### Aree archeologiche
Dal 2005 un'équipe di archeologi della British School at Rome e dell'Università degli Studi di Perugia, conduce delle campagne di scavi sul territorio di Cittareale che hanno permesso il ritrovamento di numerosi reperti. I ritrovamenti abbracciano un periodo storico vastissimo, partendo dalle guerre sociali dell'epoca della "romanizzazione della Sabina" fino ad arrivare al periodo medievale, passando per la Roma imperiale. Nella zona di San Lorenzo è stata ritrovata la Villa dove nacque l'Imperatore Tito Flavio Vespasiano. I reperti ritrovati sono esposti nel Museo Civico di Cittareale, inaugurato in occasione dei festeggiamenti del bimillenario della nascita di Vespasiano, nel 2009.

## Società

### Evoluzione demografica
Abitanti censiti

## Cultura

### Istruzione

#### Musei
- Museo Civico di Cittareale

## Economia

### Turismo
Il polo sciistico della frazione di Selvarotonda è, insieme a quelli del Terminillo e di Leonessa, tra i più importanti dell'Alto Lazio.

## Infrastrutture e trasporti

### Strade
Cittareale si trova lungo la strada provinciale 17 "Umbra 1° tronco", che la collega a sud con la Strada statale 4 Via Salaria (svincolo Cittareale) e a nord con Norcia, in provincia di Perugia (dopo il confine provinciale la strada assume il nome di SP 476/1).
La Salaria è una strada ad una sola carreggiata ma a scorrimento veloce (ad eccezione del tratto Posta-Rieti ancora da ammodernare) ed è la principale arteria a servizio di Cittareale, con la quale si raggiunge da un lato Roma e il capoluogo di provincia Rieti, e dall'altro Ascoli Piceno e il mare Adriatico.

### Ferrovie
Cittareale non è servita da alcuna linea ferroviaria. Nel territorio comunale sarebbe dovuta passare la Ferrovia Salaria (Roma-Rieti-Ascoli Piceno-San Benedetto del Tronto), che fu più volte progettata ma mai realizzata.

## Amministrazione
Nel 1850 acquisì dal territorio di Cascia il villaggio di Trimezzo.
Nel 1927, a seguito del riordino delle circoscrizioni provinciali stabilito dal regio decreto n. 1 del 2 gennaio 1927, per volontà del governo fascista, quando venne istituita la provincia di Rieti, Cittareale passò dalla provincia dell'Aquila a quella di Rieti.
| Periodo | Periodo   | Primo Cittadino         | Partito                             | Carica  | Note       |
| ------- | --------- | ----------------------- | ----------------------------------- | ------- | ---------- |
| 1993    | 1997      | Giancarlo Cococcioni    | lista civica PSDI                   | Sindaco |            |
| 1997    | 2001      | Giancarlo Cococcioni    | lista civica                        | Sindaco | 2º mandato |
| 2001    | 2006      | Pier Luigi Feliciangeli | lista civica                        | Sindaco |            |
| 2006    | 2011      | Pier Luigi Feliciangeli | lista civica Lavoro e Sviluppo      | Sindaco | 2º mandato |
| 2011    | 2016      | Giuseppe Fedele         | lista civica Insieme per Cittareale | Sindaco |            |
| 2016    | 2021      | Francesco Nelli         | lista civica Per Cittareale         | Sindaco |            |
| 2021    | in carica | Francesco Nelli         | lista civica Per Cittareale         | Sindaco | 2º mandato |

### Altre informazioni amministrative
Fa parte della Comunità montana del Velino.

### Gemellaggi
- Trevignano Romano

## Sport

### Calcio
La squadra di calcio è l'Alba Cittareale, che milita nella Prima Categoria in seguito alla fusione con l'Alba Sant'Elia, squadra di Piani Sant'Elia.
Fondata nel 1979, tre volte promossa in Seconda Categoria, può a giusto titolo definirsi la Società che ha portato il calcio nell'Alta Valle del Velino. Il 4 maggio 2014 ha vinto il girone A del campionato provinciale di Terza Categoria della provincia di Rieti, ottenendo la sua quarta promozione in Seconda Categoria.
Nella stagione 2014/2015, la squadra biancoverde classificandosi seconda nel girone C di seconda categoria è stata promossa in Prima categoria.

### Ciclismo
Il 15 marzo 2014 la 4ª tappa della Tirreno-Adriatico 2014, partita da Indicatore si è conclusa a Selvarotonda di Cittareale con la vittoria di Alberto Contador